# Université d'État Ilia
L'université d'État Ilia (en géorgien : ილიას სახელმწიფო უნივერსიტეტი ; en anglais : Ilia State University ou ISU) est une université publique localisée à Tbilissi, en Géorgie. Elle est créée en 2006 par la fusion de plusieurs établissements d'enseignement supérieur.

## Présentation
L'université d'État Ilia est fondée en 2006 par la fusion de 6 autres institutions académiques ; son nom est inspiré d'Ilia Tchavtchavadzé. Elle met en avant trois principes : la liberté académique, la liberté de conscience et la liberté de choix. 
Elle compte plus de 16 000 étudiants répartis entre 3 facultés, 1 école de droit et des institutions de recherche réparties dans les différentes régions de Géorgie.

## Enseignants
- Nikoloz Vatcheichvili